# Каражар (Бурабайський район)
Каража́р (каз. Қаражар) — село у складі Бурабайського району Акмолинської області Казахстану. Входить до складу Атамекенського сільського округу.
Населення — 362 особи (2021; 404 у 2009, 451 у 1999, 548 у 1989).
Національний склад станом на 1989 рік:
- росіяни — 79 %.

До 2005 року село називалось Чорноярка, у радянські часи називалось також Чорноярське.